# Музей сучасного мистецтва (Краків)
Музей сучасного мистецтва (MOCAK, від англ. Museum of Contemporary Art in Kraków) — місцева інституція культури в Кракові. Створений 1 лютого 2010 року, а відкритий 19 травня 2011 року. Музей має на меті розвивати культуру та сучасне мистецтво а також громадити нові колекції.
Бажання Музею сучасного мистецтва полягає у переконанні людей непов'язаних з мистецтвом, що саме воно (мистецтво) є необхідною складовою для розуміння сучасного світу. Заприязнення суспільності з мистецтвом є головним завданням Музею. Колекції виступають одним з найважливіших інструментів в цьому питанні. Заклад знаходиться в одній з будівель, які раніше належали до Фабрики Шиндлера. Здебільшого в музеї представлені роботи сучасного мистецтва з останніх двох десятиліть.
Будівля проєктована архітектурним бюро Claudia Nardiego Architette. Головна концепція проєкту полягає у використанні простих ліній та натуральному підсвітленні експозиційного простору. Будівля належить до архітектури неомодерністичної. Всього будівля займає близько 10 км².
Першою директоркою Музею сучасного мистецтва є Марія Анна Потоцька, куратор і теоретик мистецтва.

## Історія
Територія, на якій знаходиться Музей сучасного мистецтва, в 30-х рр. ХХ ст. активно використовувалась промислово. Від 1937 року ту функціонувала Перша Малорольська Фабрика Емалії та Олов'яних виробів «Рекорд». Вона була заснована трьома євреями: Міхалем Гутманом, Ізраелем Кохна і Вольфом Лузером. В червні 1939 року фірма збанкрутіла. У вересні цього ж року з німецькими військами до Кракова прибув Оскар Шиндлер, член НСРПН, агент Абверу. Він перейняв управління над фабрикою «Рекорд». У січні 1940 року змінив назву виробництва на «Deutsche Emailwarenfabik (DEF)». Власником фірми Оскар Шиндлер став в 1942 році. Він почав розбудовувати підприємство, нав'язав контакти з єврейськими підприємцями, які також заінвестували свої гроші у фабрику. Крім виробів з емалі, фабрика продукувала також зброю.
Після війни фабрику націоналізовано. Від 1948 до 2002 року на території виробництва знаходилась фірма «Telpod».
Історія повстання самого Музею сучасного мистецтва бере свій початок у 80-х рр. ХХ ст. Тоді почались перші консультації з приводу створення такого роду культурної інституції. У 1993—1995 роках міська адміністрація Кракова пропонувала створити відділ присвячений сучасному мистецтву, який був би частиною Музею Історії Кракова. Під нього планувалось віддати дім Леніна на вулиці Королеви Ядвіги. Однак, активна діяльність розпочалась тільки, коли у 2004 році, міністр культури Польщі Вальдемар Домбровський ініціював програму «Знаки часу», яка мала на меті створити регіональні колекції та інституції сучасного мистецтва.
В серпні 2005 року, президент Кракова і міністр культури Польщі підписали домовленість про створення нової інституції. Будівництво розпочалось в 2009 році. Будинок був готовий до експлуатації 16 листопада 2010 року. Кошт інвестиції склав 70 млн злотих. Гроші на будівництво були виділені з бюджету міста і з Європейського Союзу.
19 травня 2011 року відбулось офіційне відкриття Музею сучасного мистецтва за участю Президента Речі Посполитої Броніслава Комаровського та Президента Міста Кракова Яцка Майхровського.

## Колекція
Головними темами праць виступають переважно післявоєнний авангардизм і концептуалізм.
В постійній колекції Музею знаходяться роботи артистів з цілого світу. Наприклад, AES+F, Tomasz Bajer, Edward Dwurnik, Krištof Kintera, Ragnar Kjartansson, Jarosław Kozłowski, Robert Kuśmirowski, Lars Laumann, Bartek Materka, Maria Stangret, Beat Streuli, Krzysztof Wodiczko. Вистави проводяться на першому і другому поверхах. Перший поверх призначений для постійних вистав, другий — для тимчасових.
Всього в колекції знаходиться близько 4500 об'єктів.

## Вистави і події
Музей провадить широку популяризаторську та викладацьку діяльність, спрямовану на соціальні групи з різними культурними компетенціями. Метою установи є, серед іншого, ліквідація упереджень щодо сучасного мистецтва. Інший напрям роботи музею є дослідження. Завдяки зібраним в архіві колекціям та бібліотеці, MOCAK створює простір, дружній до людей науки, і всіх, хто зацікавлений у поглибленні своїх знань у мистецтві.
Найбільш відомі експозиції: Historia w sztuce (2011), Sport w sztuce (2012), Ekonomia w sztuce (2013), Zbrodnia w sztuce (2014), Gender w sztuce (2015), Medycyna w sztuce (2016)
, Sztuka w sztuce (2017).
Ще один важливий обшар діяльності музею сучасного мистецтва — рефлексія на тему Голокосту євреїв. Реалізується вона через документацію свідчень свідків того часу(Wilhelm Brase, Zofia Posmysz, Henri Kichka), а також через вистави Polska-Izrael-Niemcy. Doświadczenie Auschwitz [Архівовано 16 вересня 2017 у Wayback Machine.]. 

## Бібліотека
Бібліотека Музею сучасного мистецтва розташована поряд з головною будівлею. В колекції бібліотеки зібрані публікації та книги пов'язані із сучасним мистецтвом. Тут зібрані каталоги, монографії артистів, видання і альбоми про сучасне мистецтво. Також тут зберігаються книжки з таких дисциплін, як історія мистецтва, філософія, антропологія, фільмознавство, театрологія. Всього тут зібрано понад 16 000 екземплярів.
Також Музей володіє бібліотекою Міечислава Порембського — відомого польського критика, теоретика, історика мистецтва. В бібліотеці цього видатного діяча культури є альбоми, каталоги, праці з літератури. Література з його бібліотеки надає інформацію про культурне життя останньої половини століття. Антураж бібліотеки відтворює краківське житло професора. Можна там побачити також роботи його знайомих, артистів, представників Краківської групи.
Бібліотека проводить також видавницьку діяльність. Знаходить тут MOCAK Bookstore.

## Нагороди
2015
Польща: Нагорода від Польської Туристичної Організації в Конкурсі на Найкращий Туристичний Продукт 2015 року.
Переможцям цього конкурсу надаються Сертифікати Польської Туристичної Організації. Така нагорода відзначає неповторну атмосферу
2014
Німеччина: нагорода Фундації Lebendige Stadt.
Мета конкурсу — нагородити найкращі проєкти, пов'язані з архітектурою або культурними подіями, які будують і розвивають імідж міста. Музей був нагороджений разом з шістьма цінним проєктами.
2013
Польща: Нагорода у конкурсі «Polska Pięknieje — 7 Cudów Funduszy Europejskich»
Мета конкурсу — нагорода найкращих проєктів, співфінансованих Європейських Фундацій в сфері туристики, спортивної інфраструктури і рекреації.
2012
Chiny, Shenzhen: International Space Design Award IDEA-TOPS
Нагорода для Музею сучасного мистецтва в Кракові за найкращий проєкт виставкового простору.
Польща, Варшава «Platynowe Wiertło». 
Музей нагороджено срібною відзнакою в категорії «Будівництво Публічного Простіру»
2011
Італія, Падва: «Barbra Cappochin»
Міжнародна нагорода для одного з 40 найкращих проєктів, визнавана у рамках Міжнародного бієнале архітектури.
Бельгія, Брюссель: Philippe Rotthier European Prize of Architecture 2011
Нагорода для архітектурного проєкту Музею сучасного мистецтва.
Італія, Віченца Palazzo Barbarabo
Міжнародна нагорода для Яцка Майхровського, Президента Кракова — за розпорядження вибудування буднку Музею сучасного мистецтва в Кракові.